# 13739 Nancyworden
13739 Nancyworden eller 1998 SW1 är en asteroid i huvudbältet som upptäcktes den 16 september 1998 av OCA–DLR Asteroid Survey (ODAS). Den är uppkallad efter Nancy Worden.
Asteroiden har en diameter på ungefär 13 kilometer och den tillhör asteroidgruppen Eos.